# Orthographe uniforme standard du gbe
Ne pas confondre avec Guso (Guichet unique du spectacle occasionnel)
L’Orthographe uniforme standard du gbe (OUSG), en anglais Gbe Uniform Standard Orthography (GUSO), est un ensemble de règles orthographiques pour les langues gbe, créé dans les années 1990 par Hounkpatin Capo, mais il n’a pas été officialisé.

## Graphèmes
Une quarantaine de graphèmes est utilisée par l’OUSG : a, an, b, c, d, dz, e, en, ɛ, ɛn, f, g, gb, h, ɣ, i, in, j, k, kp, l, m, n, o, on, ɔ, ɔn, p, ph, r, rl, s, st, t, ts, u, un, v, bh, w, wh, x, y, z, zd.
L’accent aigu est utilisé sur les voyelles à ton haut.